# Artëm Sedov
Artëm Anatol'evič Sedov (in russo Артëм Анатольевич Седов?; Leningrado, 26 marzo 1984) è uno schermidore russo, vincitore di due medaglie di bronzo ai campionati mondiali di scherma.

## Palmarès
- Mondiali di scherma

Adalia 2009: bronzo nel fioretto individuale ed a squadre.
- Europei di scherma

Zalaegerszeg 2005: argento nel fioretto a squadre.
Kiev 2008: argento nel fioretto a squadre.
Plovdiv 2009: argento nel fioretto a squadre.
Lipsia 2010: argento nel fioretto a squadre.
Sheffield 2011: bronzo nel fioretto a squadre.